# Bigilla

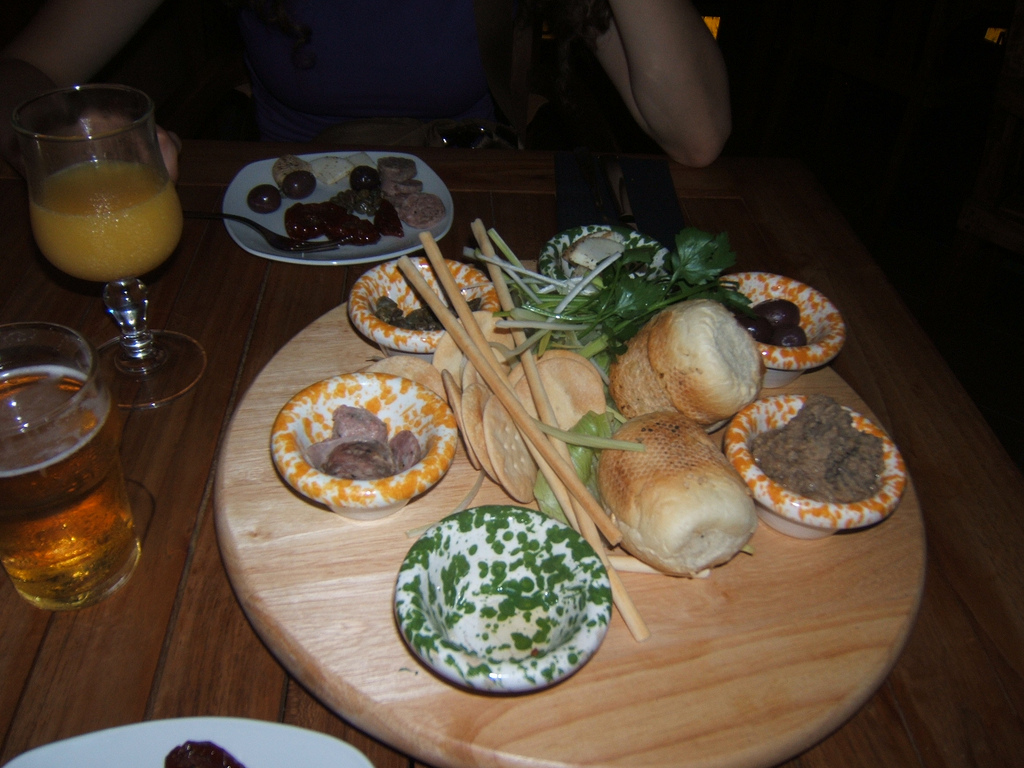
Taça de bigilla (à direita dos pães)

Bigilla é um aperitivo tradicional da culinária de Malta.
Trata-se de uma pasta, que pode ser preparada com favas ou com feijão. São normalmente utilizados feijões escuros, conhecidos em Malta como ta’Girba, muito ricos em fibra.
Para além do ingrediente principal, pode também incluir salsa picada, malagueta, azeite, limão, sal, alho, hortelã, manjerona e pimenta. Os ingredientes são trituradados em conjunto, após a cozedura dos feijões ou favas.
Este aperitivo pode ser servido com pão estaladiço (Ħobża tal-Malti) ou com bolachas-de-água-e-sal. Deve ser servido quente.
Antigamente, era vendido durante os meses frios de inverno, por vendedores de rua, que o transportavam em carroças puxadas por cavalos. Em algumas povoações de Malta, ainda se encontram estes vendedores na atualidade. No entanto, é possível adquirir bigilla em qualquer supermercado em Malta.